# Vetusta
Vetusta és el nom fictici de la ciutat espanyola on es desenvolupa la trama de la novel·la La Regenta (1884), de Leopoldo Alas Clarín. És un transsumpte evident de la ciutat d'Oviedo, recreada com un microcosmos on l'escriptor despulla i analitza a més de cent cinquanta personatges.
| «                                    | L'heroica ciutat dormia la migdiada. El vent sud, calent i mandrós empenyia els núvols blanquinosos que s'esquinçaven al córrer cap al nord. Als carrers no hi havia més soroll que la remor estrident dels remolins de pols, draps, palles i papers, que anaven de rierol en rierol, de vorera a vorera, de cantonada a cantonada, revolant i perseguint, com papallones que es busquen i fugen i que l'aire envolta en els seus plecs invisibles ... () ... Vetusta, la molt noble i lleial ciutat, tall en llunyà segle, feia digestió de la carn d'olla i de l'olla podrida, i descansava sentint entre somnis el monòton i familiar brunzit de la campana del cor, que retrunyia a la part alta de l'esvelta torre a la Santa basílica. | » |
| — La Regenta, Leopoldo Alas, Clarín. | |   |

La ciutat és una recreació literària d'Oviedo, «la molt noble i lleial ciutat, Cort en llunyà segle», capital del Principat d'Astúries en la qual Clarín ho va fer tot menys néixer, el nom de «Vetusta» es va convertir des del moment de la publicació de La Regenta en el nom secret, burlesc i irreverent de la ciutat asturiana. En català, «vetusta» vol dir «molt antiga» i aquí, per extensió, conservadora. Una altra dada és el nom llatí de la ciutat, Ovetum.

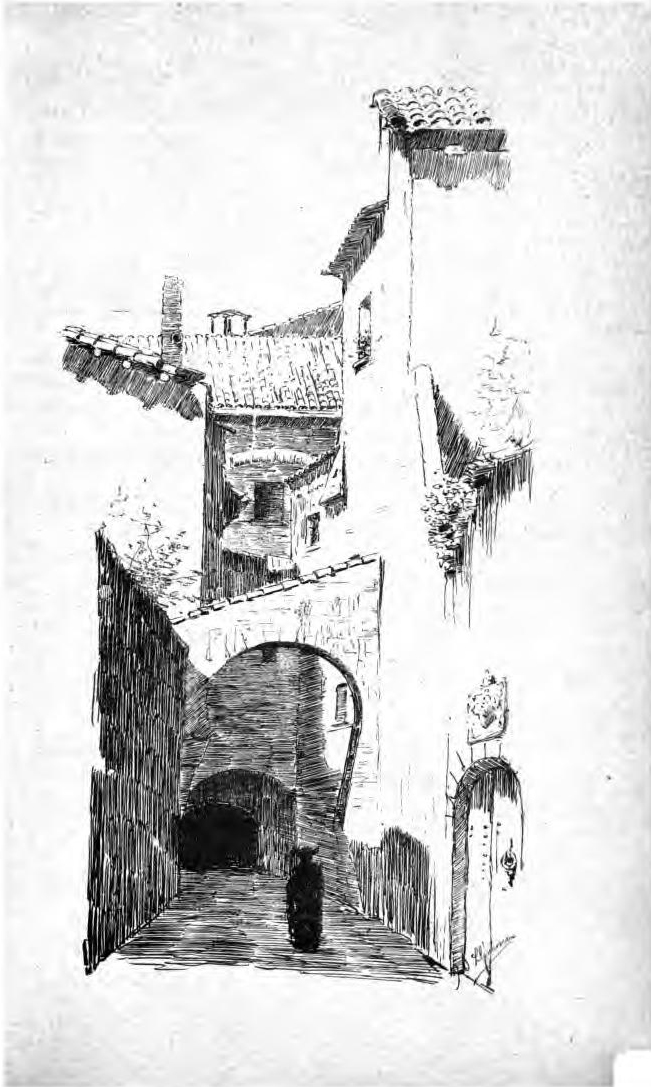
Carrer de Vetusta

Sembla clar que l'origen literari del topònim va ser anterior a la redacció de la novel·la, ja que com a tal apareix a El diable en Setmana Santa, un relat breu, en un dels passatges pot llegir-se com s'acosta el diable a «la ciutat vetusta», «una ciutat molt antiga, trista i vella, però no exempta d'aires senyorials i d'elegància majestuosa».
En aquest escenari, de què Clarín va ser veí la major part de la seva vida, transformat en matèria d'una novel·la, els seus habitants maten el temps lliurats a la hipocresia i la falsa religiositat, la repressió i els convencionalismes. En aquest marc es troben i s'enfronten com diminutes víctimes seus personatges protagonistes: el femení, Ana Ozores, i la seva no menys tràgica parella, Fermín de Pas. Però més enllà dels personatges de carn i ossos, sobresurt per molts crítics l'embolcall de la ciutat. El mateix Clarín va semblar definir el seu propòsit quan va deixar escrita aquesta pregunta: «No pot ser protagonista d'un llibre un poble sencer?».
La històrica resposta de la ciutat d'Oviedo es va donar a conèixer a través d'una carta pastoral condemnatòria del bisbe Ramón Martínez Vigil, que va publicar el 25 d'abril de 1885 al Butlletí Eclesiàstic. Clarín va contestar a aquesta carta a la revista Madrid Còmico.